# Blankensee (Mecklenburg)
Blankensee er en kommune i Landkreis Mecklenburgische Seenplatte i delstaten Mecklenburg-Vorpommern, Tyskland.

## Geografi
Området omkring Blankensee ligger i et randmoræneområde sydøst for Tollensesee, beliggende mellem Wanzkaer See og Rödliner See, hvis udløb via bækkene Nonne og Linde mod nord til Tollense/Peene/Østersøen. Syd for dette meget bakkede område (107 moh. syd for distriktet Watzkendorf) er vandskellet til Havel, som krydser Elben til Nordsøen strømme. Det kommunale område omkring Wanzkaer See hører til Landskapsvernområdet Tollensetal, Rödliner See er en del af Feldberg sølandskab naturpark.
Blankensee er omgivet af nabobyerne Groß Nemerow og Holldorf i nord, Burg Stargard i nordøst, Möllenbeck i øst, Grünow i sydøst, Carpin i syd og Blumenholz i vest.

### Bebyggelser og landsbyer
Følgende bebyggelser og landsbyer ligger i kommunen: Friedrichsfelde, Groß Schönfeld, Hoffelde, Neuhof, Rödlin, Rollenhagen, Wanzka og Watzkendorf hører til Blankensee. 
- Kirke i Blankensee
- Kirke i Rödlin
- Kirke i Wanzka
- Kirke i Watzkendorf